# Noh Je-hyoun
Noh Je-hyoun (ur. 27 maja 1980) – południowokoreański zapaśnik w stylu wolnym. Zajął dwunaste miejsce w mistrzostwach świata w 2006. Zdobył brązowy medal na igrzyskach azjatyckich w 2006. Szósty w Pucharze Azji i Oceanii w 1997 roku.